# Travellers Club

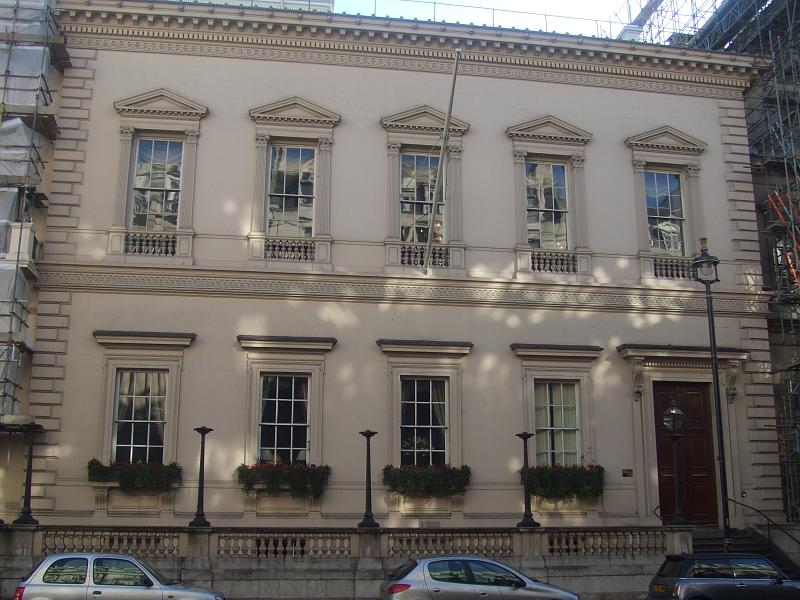
La sede del club, Londra

Il Travellers Club è un club per gentiluomini posto al 106 di Pall Mall, una delle più prestigiose strade di Londra.
Fondato nel 1819 su suggerimento dell'allora Ministro degli Esteri lord Castlereagh, il Travellers nacque come luogo d'incontro fra chi aveva viaggiato all'estero, i suoi amici stranieri, i diplomatici di stanza nella capitale.
Il club è dotato di una delle più importanti e attrezzate biblioteche geografiche, mentre altre sale del club sono adornate con riproduzioni dei marmi del tempio di Apollo a Bassae, donati dallo scopritore dei resti del tempio, nonché uno dei soci fondatori del club, Charles Robert Cockerell.
L'edificio è stato progettato da Charles Barry, uno dei più importanti architetti inglesi dell'epoca, che per il progetto si ispirò ai palazzi del Rinascimento Italiano.
Inizialmente per entrare a far parte del Club bisognava aver viaggiato per almeno 500 miglia in linea retta da Londra verso l'estero (all'epoca una cosa non da tutti); oggi invece per divenire socio del circolo occorre essere presentati da un socio e dimostrare una certa passione per i viaggi, mentre ogni ambasciatore in Inghilterra di nazioni facenti parte del Patto Atlantico è ammesso di diritto come socio del Club.
I soci italiani sono circa una ventina.